# Cynapes
Cynapes  (лат.) — род аранеоморфных пауков из подсемейства Ballinae в семействе пауков-скакунов (Salticidae). Все виды распространены на островах близ острова Мадагаскар и на самом острове Мадагаскар.

## Виды
- Cynapes baptizatus (Butler, 1876) — Остров Родригес
- Cynapes canosus Simon, 1900 — Маврикий
- Cynapes lineatus (Vinson, 1863) — Мадагаскар
- Cynapes wrighti (Blackwall, 1877) — Сейшельские острова typus